# 페레독신

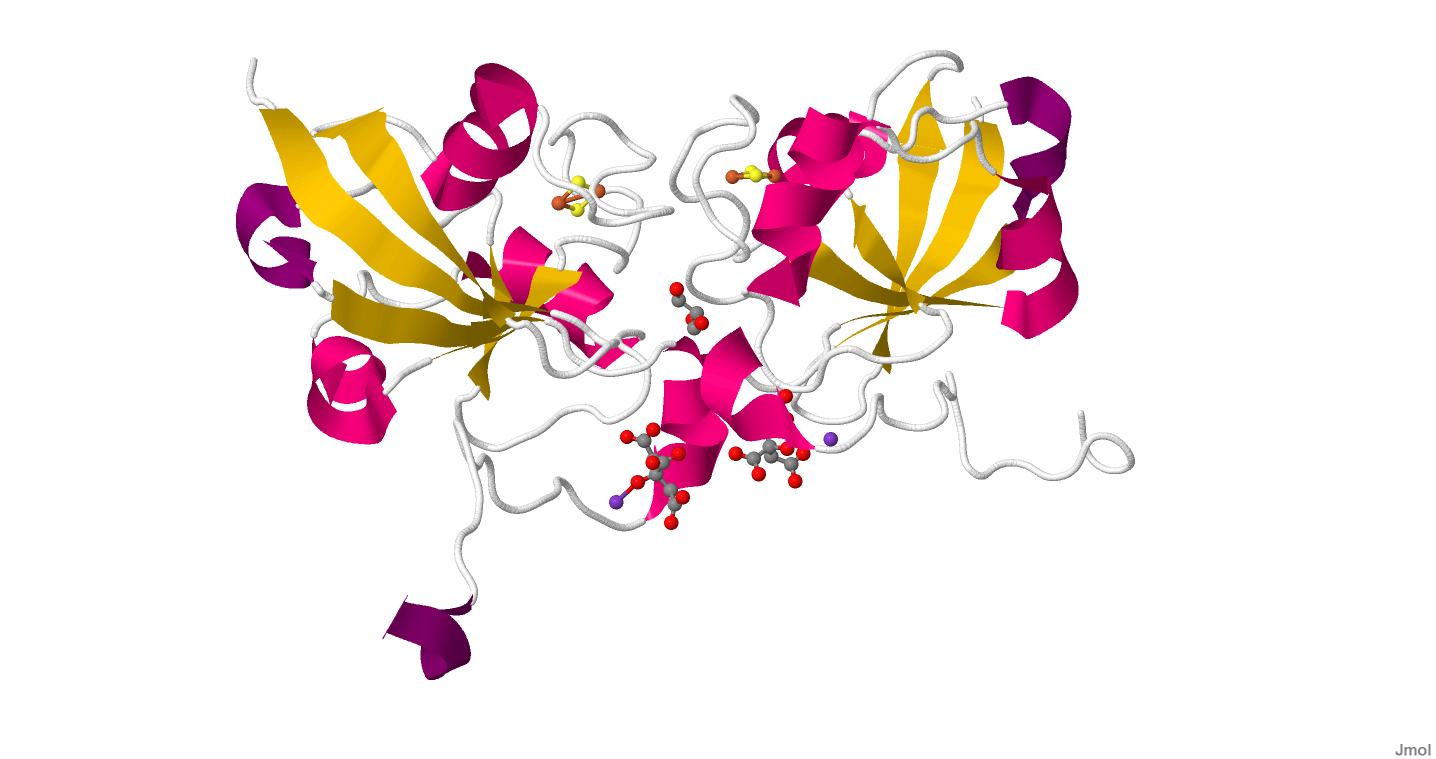

페레독신(영어: ferredoxin)은 다양한 대사 반응에서 전자전달을 매개하는 철-황 단백질이다. "페레독신"이란 단어는 "철(iron)"을 의미하는 라틴어 "ferrum"과 산화환원을 의미하는 "redox"의 조어이다. fd라고 약칭되기도 한다. "페레독신"이라는 용어는 듀폰사의 D.C. 워튼(D.C. Wharton)이 최초로 만들었으며, 1962년에 모텐슨(Mortenson), 발렌타인(Valentine), 카나한(Carnahan)에 의해 혐기성 세균인 Clostridium pasteurianum로부터 처음 정제된 철 단백질에 사용되었다.
시금치의 엽록체에서 분리된 또 다른 산화환원 단백질은 "엽록체 페레독신"이라고 불렸다. 엽록체 페레독신은 광합성의 순환적 광인산화와 비순환적 광인산화 과정 모두에 관여한다. 비순환적 광인산화에서 페레독신은 NADP+ 환원효소를 환원시킨다. 그것은 햇빛에 의해 여기된 엽록소에서 생성된 전자를 받아들여서 전자를 페레독신:NADP+ 산화환원효소(EC 1.18.1.2)로 전달한다.

## 같이 보기
- 광합성
- 광인산화